# Hippy hippy shake
Hippy hippy shake is een nummer geschreven en opgenomen door de Amerikaanse zanger Chan Romero in 1959. De zanger was toen zeventien jaar oud. Het nummer had het meeste succes in Australië, waar het de derde plaats in de hitparade bereikte. Het nummer is later ook door anderen opgenomen, onder wie The Beatles. De bekendste versie is die van The Swinging Blue Jeans.

## The Swinging Blue Jeans
Hippy hippy shake is in 1963 uitgebracht als single door de Britse popgroep The Swinging Blue Jeans. Het nummer haalde de tweede plaats in de UK Singles Chart (Verenigd Koninkrijk), de 24e in de Billboard Hot 100 (Verenigde Staten), de vijfde in Nederland en de eerste in Noorwegen (zie Lijst van nummer 1-hits in Noorwegen in 1964).

### Tracklist

#### 7"-single
- Verenigd Koninkrijk: His Master's Voice POP 1242
- Verenigde Staten: Imperial 66021
- Nederland: His Master's Voice POP 1242
- Duitsland: Electrola E 22 657

1. Hippy hippy shake
2. Now I must go

### Hitnotering in Nederland
| Hippy hippy shake          | Hippy hippy shake     | Hippy hippy shake | Hippy hippy shake | Hippy hippy shake | Hippy hippy shake | Hippy hippy shake | Hippy hippy shake | Hippy hippy shake |
| Hitlijst                   | Datum van binnenkomst | Week:             | 1                 | 2                 | 3                 | 4                 | 5                 |                   |
| -------------------------- | --------------------- | ----------------- | ----------------- | ----------------- | ----------------- | ----------------- | ----------------- | ----------------- |
| Tijd voor Teenagers Top 10 | 29-2-1964             | Positie:          | 9                 | 6                 | 6                 | 5                 | 6                 | uit               |

## NPO Radio 2 Top 2000
Hippy hippy shake stond alleen in 1999 in de NPO Radio 2 Top 2000, op plek 1644.

## Andere versies
- The Beatles speelden het nummer in hun begintijd vaak tijdens optredens. Het was een van de favoriete nummers van Paul McCartney. Twee uitvoeringen zijn opgenomen. Ze staan op Live! at the Star-Club in Hamburg, Germany; 1962 en op Live at the BBC.
- De Poolse zanger Czesław Niemen bracht het nummer als ep uit in 1964, samen met Long Tall Sally en twee Poolstalige nummers. De begeleiding was van de Poolse rockgroep Niebiesko-Czarni.[1]
- Mud nam het nummer op voor het album Mud Rock uit 1974.
- Davy Jones bracht het nummer in 1986 uit als B-kant van zijn single After your heart.

Het nummer is te horen in de films X-Men: First Class, Uncle Buck, Austin Powers: International Man of Mystery en Cocktail.
Het nummer Dance this mess around van The B-52's bevat de regel ‘Hippy hippy forward hippy hippy hippy hippy hippy shake’, een overduidelijke verwijzing naar Hippy hippy shake.